# Navarredonda y San Mamés
Navarredonda y San Mamés és un municipi del Nord-est de la Comunitat de Madrid.

## Demografia
| 1991 | 1996 | 2001 | 2004 | 2006 |
| ---- | ---- | ---- | ---- | ---- |
| 79   | 99   | 106  | 137  | 144  |